# Campionati mondiali di tiro a volo 1965
I campionati mondiali di tiro 1965 furono l'undicesima edizione dei campionati mondiali di questo sport e si disputarono a Santiago del Cile.

## Risultati

### Uomini

#### Fossa olimpica
| Evento      | Oro               | Oro       | Argento       | Argento   | Bronzo         | Bronzo    |
| Evento      | Atleta            | Risultato | Atleta        | Risultato | Atleta         | Risultato |
| Individuale | Juan Enrique Lira | 292       | Peter Roussos | 290       | William Abbott | 290       |

#### Skeet
| Evento      | Oro             | Oro       | Argento      | Argento   | Bronzo           | Bronzo    |
| Evento      | Atleta          | Risultato | Atleta       | Risultato | Atleta           | Risultato |
| Individuale | Konrad Wirnhier | 199       | Jorge Jottar | 196       | Guillermo Raydan | 195       |

## Medagliere
Nazione ospitante
| Posiz. | Nazione        | Oro | Argento | Bronzo | Totale |
| ------ | -------------- | --- | ------- | ------ | ------ |
| 1      | Cile           | 1   | 1       | 0      | 2      |
| 2      | Germania Ovest | 1   | 0       | 0      | 1      |
| 3      | Stati Uniti    | 0   | 1       | 1      | 2      |
| 4      | Venezuela      | 0   | 0       | 1      | 1      |